# 多聞院 (和歌山県高野町)

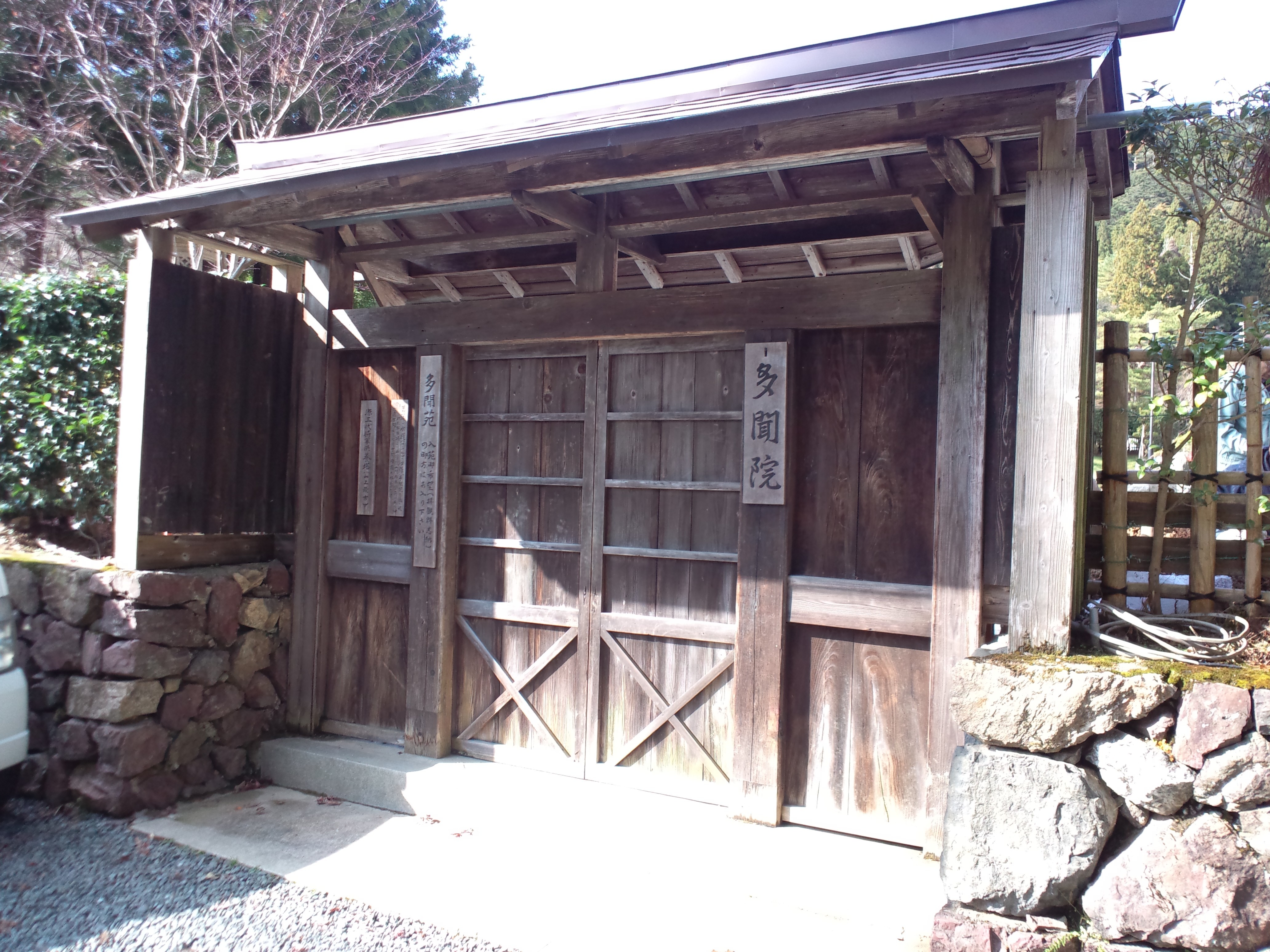
多聞院 入口

多聞院（たもんいん）は、和歌山県伊都郡高野町にある寺院で高野山真言宗別格本山。本尊は毘沙門天。

## 歴史
この寺は、記録などによれば、治承年間（1177年～1181年）に覚観によって建立されたという。かつては谷上院谷成就院の近くにあったが、明治時代に入り現在の一心院谷に移った。

## 文化財
- 重要文化財
  - 木造毘沙門天立像

## 所在地
- 和歌山県伊都郡高野町高野山696